# Reactància (psicologia)
La "reactància", definida en psicologia com un biaix de l'observació és una teoria presentada en 1966 pel psicòleg Jack Brehm. Aquest biaix té a veure amb la persona a la que s'està observant, al participant de l'experiment i no a l'investigador. La reactància és una reacció emocional en contradicció directa a regles o regulacions que amenacen o suprimeixen certes llibertats en la conducta. Pot ocórrer quan algú és fortament pressionat per acceptar un determinat punt de vista o actitud. La Reactància pot causar que una persona adopti o s'endureixi un punt de vista o actitud contrària a la intencionada i també incrementa la resistència a la persuasió.
Exemples senzills són una persona que s'interessa més en algú que li agrada perquè "es fa el / la difícil", o quan se li diu a un nen que no vol menjar: "no et mengis la verdura si no vols; me la menjaré jo i no et deixaré res ". La gent que utilitza la psicologia inversa" (també coneguda com a tècniques d'intervenció paradoxal) està utilitzant-la, i té consciència d'això, al menys informalment, en intentar influir en algú expressant el contrari del que vol obtenir. Aquest és un mètode utilitzat freqüentment en fraus o per efectuar vendes poc ètiques, manipulant al consumidor perquè triï una opció que no necessàriament triaria usant la lògica.

## Definició
La Reactància psicològica té lloc en resposta a una amenaça a la llibertat de la conducta percebuda. La llibertat d'algú de triar com i quan conduir la seva pròpia conducta, el grau en què un és conscient d'aquesta llibertat -i la seva capacitat per determinar conductes necessàries per poder satisfer aquesta llibertat- incideixen en la generació de la Reactància psicològica. Es creu que si la llibertat de conducta d'algú és amenaçada o reduïda, ell o ella es tornarà exaltat per motivació. La por a experimentar la pèrdua de més llibertats pot provocar aquesta exaltació i motivar el restabliment de la llibertat amenaçada. Degut al fet que aquest estat emocional és el resultat de la reducció percebuda de la llibertat d'acció, es considera una "estratègia de contra-força" i per aquest motiu se l'anomena "Reactància psicològica".
Paràmetres de la reactància
1. Expectativa de llibertat: Només s'experimentarà quan la persona es percep a si mateix lliure per ocupar-se de la conducta amenaçada. Com més llibertat sent una persona que té, més reactància serà activada, però sinó sent que té aquesta llibertat, no experimentarà reactància.
2. Força de l'amenaça: Com més gran sigui l'amenaça, major quantitat de reactància s'activarà, produint-se la màxima reactància quan la llibertat sigui totalment eliminada. Pot activar-reactància quan s'observa a algú que experimenta l'amenaça, i per similitud, també veu un pel amenaçada la seva llibertat (si li impedeixen a un company que prengui cafè se sentirà amenaçat).
3. Importància de la llibertat: Com més important sigui per a una persona la llibertat amenaçada, més reactància experimentarà. Si la llibertat amenaçada és important i hi ha una única manera (l'amenaçada) de satisfer una determinada necessitat, la reactància experimentada serà màxima.
4. Implicació d'altres llibertats: S'activarà major reactància quan es vegin implicades per una amenaça més gran nombre de llibertats. La reactància estarà en funció del grau en què l'amenaça pugui tenir implicacions per a la seva conducta futura (si aquest tipus d'amenaces poden repetir-se en el futur).
5. Legitimitat de l'amenaça: La quantitat de reactància dependrà de la legitimitat de la font que amenaça la llibertat. Si l'amenaça procedeix d'una font important d'autoritat, la reactància pot ser menor en implicar, per exemple només les conductes pròpies del context en què es produeix l'amenaça. Si es tracta de limitacions imposades per la llei, suscitaran intents indirectes de restauració de la llibertat.
Efectes de la reactància
1. Restauració directa: Es tractaria de recuperar la llibertat amenaçada comprometent-se, precisament, en dur a terme la conducta amenaçada (un adolescent està més temps amb un amic prohibit). Aquest tipus de restauració dependrà dels costos esperats per no acatar l'amenaça i, seria impossible si la llibertat ha estat completament eliminada.
2. Restauració indirecta: La persona pot realitzar una conducta que sigui equivalent a l'amenaçada (a l'infant se li prohibeix pegar la seva germana i li treu la llengua) o bé, pot realitzar l'amenaça mantenint la seva llibertat d'acció (si ja no pot prendre cafè, passa el mateix temps parlant per telèfon), i fins i tot pot aconseguir-se una restauració lateral (el germà pot aconseguir el permís per a ell).
3. Respostes subjectives: La persona pot intentar una reestructuració cognitiva de la situació que activa la reactància. Podeu canviar l'atractiu de les alternatives possibles i de l'alternativa eliminada, o pot mostrar hostilitat cap a l'agent que ha amenaçat la llibertat de conducta del subjecte.
Aportació de la recerca en reactància a l'estudi de la personalitat
Davant la pèrdua o amenaça al control que l'individu té sobre la seva vida, s'incrementen els esforços per recuperar aquest control Des de la psicologia social s'ha estudiat l'efecte que tenia sobre les persones la introducció en el mercat de nous productes que canviessin els seus hàbits de conducta, o l'efecte produït per l'entrada en vigor de lleis que restringeixen llibertats prèvies. Mazis va analitzar les reaccions de les mestresses de casa davant una llei que prohibia l'ús de productes de neteja que portaven fosfats. La reactància es reflectia en la sobrevaloració de les alternatives prohibides i la infravaloració de les permeses. ENGs i Hanson: van estudiar els efectes de l'increment de l'edat legal per consumir alcohol. S'havia incrementat el nombre de persones per sota de l'edat legal que bevien, enfront del consum que aquesta mateixa mostra d'edat tenia quan la beguda era legal. Benley i Wu van trobar que els missatges amb alta amenaça en la seva recomanació de l'abstinència augmentaven el consum entre els bevedors habituals.